# Battaglia di Keelung
La battaglia di Keelung (2-3 giugno 1895) fu il primo scontro significativo dell'invasione giapponese di Formosa del 1895, nel quale la Repubblica di Formosa tentò di respingere le forze militari giapponesi inviate occupare l'isola, ceduta insieme alle isole Pescadores dalla Cina al Giappone in base al trattato di Shimonoseki dell'aprile 1895. Il trattato fu il risultato della sconfitta della Cina nella prima guerra sino-giapponese.

## Contesto
I notabili Qing di Formosa non erano d'accordo con la cessione dell'isola al Giappone, stabilita dal trattato di Shimonoseki. Giurarono di resistere all'occupazione giapponese e proclamarono la Repubblica di Formosa, che ebbe vita breve. Il Giappone reagì alla notizia della ribellione dispiegando per l'invasione dell'isola forze militari navali di stanza a Port Arthur. Il breve lasso di tempo tra l'annuncio della proclamazione delle Repubblica di Formosa e il dispiegamento militare giapponese non permise ai giapponesi di sostituire l'equipaggiamento delle truppe, che era adatto al clima settentrionale della Manciuria e non a quello tropicale delle isole cedute dalla Cina.

## Sbarco giapponese ad Audi,29maggio1895
Settemila soldati della Guardia imperiale giapponese, al comando del principe Kitashirakawa Yoshihisa, si imbarcarono a Port Arthur il 22 maggio 1895 su una flotta di quattordici navi da trasporto. I preparativi per la spedizione non prevedevano il cambio delle uniformi invernali con quelle estive. Il 26 maggio 1895 i trasporti, scortati dalle navi da guerra Matsushima e Naniwa, raggiunsero le isole giapponesi di Ryūkyū, a nord-est di Formosa, e si ancorarono al largo del porto di Nakagusuku sulla costa orientale di Okinawa. Il 27 maggio 1895 il nuovo governatore generale giapponese di Formosa, l'ammiraglio Kabayama Sukenori, si unì alla spedizione. Poiché era giunta notizia che il governo della Repubblica di Formosa si stava preparando a resistere a uno sbarco giapponese, Kabayama ordinò alla flottiglia di salpare per Formosa a mezzogiorno dello stesso giorno.
Inizialmente Kabayama intendeva sbarcare a Tamsui, ma alle 10 del mattino del 29 maggio 1895 la flotta d'invasione incontrò il piroscafo giapponese Yokohama Maru a cinque miglia a sud dell'isola Agincourt (isolotto di Pengjia), vicino alla costa di Formosa, e Kabayama apprese che numerose truppe cinesi si erano radunate a Tamsui. Cambiò immediatamente i suoi piani e la flotta giapponese cambiò rotta verso sud-est, puntando su Capo Santiago (三貂角T), a nord-est di Keelung. La flotta gettò l'ancora al largo di Capo Santiago alle 13:00, vicino al villaggio di Audi (澳底T) e  alle 14:00 le prime truppe giapponesi iniziarono a sbarcare. Entro la fine della giornata la fanteria e il genio giapponesi erano a terra. Una forza cinese di circa 500 uomini si avvicinò alla spiaggia dello sbarco e aprì il fuoco, ma fu presto respinta dai giapponesi. Molte delle truppe cinesi abbandonarono durante la fuga le loro uniformi. Il 30 maggio 1895 furono sbarcate l'artiglieria e la cavalleria. Il 31 maggio 1895 furono sbarcati i rifornimenti di cibo e munizioni. La mattina del 1º giugno 1895 gli invasori si diressero verso Keelung.

## Scontro a Ruifang,2giugno1895
Il primo scontro ebbe luogo il 2 giugno 1895, a Sui-hong (Ruifang, 瑞芳T), tra il 2º reggimento di fanteria giapponese e 500 soldati cinesi della Divisione Keelung, guidati dal generale Chung. Questi ultimi furono sbaragliati da un'unica carica e lo stesso generale Chung fu colpito da un proiettile mentre veniva trasportato nelle retrovie su una portantina. I soldati cinesi sconfitti dissero a tutti quelli che incontrarono che i soldati giapponesi erano molto più forti e coraggiosi di quanto si aspettassero, e il morale delle forze cinesi precipitò immediatamente.

## La battaglia per Keelung,3giugno1895
La prima grande battaglia dell'invasione giapponese ebbe luogo il 3 giugno 1895 intorno alla batteria Shih-ch'iu-ling (獅球嶺砲台T), che domina la città portuale di Keelung. Undici anni prima, durante la campagna di Keelung della guerra franco-cinese, le forze cinesi avevano imbottigliato per sette mesi un corpo di spedizione francese a Keelung: la batteria Shih-ch'iu-ling era stata tenuta dai cinesi per la maggior parte della guerra. Ora, nel 1895, dopo un bombardamento preliminare da parte delle navi da guerra Matsushima, Oshima, Naniwa, Takachiho e Chiyoda, il 2º battaglione del 1º reggimento di fanteria del colonnello Kojima sbaragliò la guarnigione del forte riuscendo a catturarlo con poche perdite. Le altre batterie di difesa costiera (le batterie Ta-sha-wan e Ehr-sha-wan a est di Keelung e una batteria sull'Isola delle Palme (l'odierna Heping) non opposero resistenza. Keelung fu occupata nel pomeriggio dello stesso giorno, dopo che i comandanti Qing fuggirono dalla città lasciandola priva di una struttura di comando. Davidson ci ha lasciato una descrizione del bombardamento contro le batterie costiere e della successiva battaglia per la batteria Shih-ch'iu-ling.